# یادگیری مشابه
یادگیری مشابه (به انگلیسی = Similarity learning) بخشی از یادگیری نظارت شده ماشینی در هوش مصنوعی است. هدف از یادگیری تابع شباهت این است که میزان شباهت یا مرتبط بودن دو شی را اندازه‌گیری کند. کاربرد این یادگیری در زمینه‌هایی اعم از رتبه‌بندی، در سیستم‌های توصیه، ردیابی هویت بصری، تأیید چهره و تأیید سخنران است.
همچنین یادگیری مشابه از نظرهای زیادی مرتبط با تحلیل رگرسیون و طبقه‌بندی آماری است.

## راه اندازی
چهار روش راه اندازی برای یادگیری مشابه و یادگیری متریک وجود دارد.
یادگیری مشابه: تحلیل رگرسیونی
در این روش راه اندازی، جفت اشیاء {\displaystyle (x_{i}^{1},x_{i}^{2})}به همراه معیاری از شباهت میان آنها  {\displaystyle y_{i}\in R} به ما داده می‌شوند. هدف، یادگیری تابعی است که به صورت تقریبی برای هر نمونه سه‌گانه جدید {\displaystyle (x_{i}^{1},x_{i}^{2},y_{i})}  نشان می‌دهد: {\displaystyle f(x_{i}^{1},x_{i}^{2})\sim y_{i}} که با به حداقل رساندن ضرر منظم به دست می‌آید:{\displaystyle \min _{W}\sum _{i}loss(w;x_{i}^{1},x_{i}^{2},y_{i})+reg(w)} .

یادگیری مشایه: طبقه‌بندی آماری
در این روش راه اندازی جفت اشیاء مشابه{\displaystyle (x_{i},x_{i}^{+})} و اشیاء غیر مشابه {\displaystyle (x_{i},x_{i}^{-})} داده شده‌است. این معادل این است که هر جفت {\displaystyle (x_{i}^{1},x_{i}^{2})} همراه با یک برچسب باینری{\displaystyle y_{i}\in \{0,1\}} داده می‌شود، که مشخص می‌کند این دو شی مشابه هستند یا خیر. در اینجا نیز هدف، یادگیری طبقه‌بندی کننده‌ای است که به ما نشان دهد آیا می‌تواند تصمیم بگیرد
یک جفت شی جدید مشابه هستند یا خیر.

 یادگیری مشابه: رتبه بندی شده
در این روش راه اندازی، سه‌گانه ای از اشیاء {\displaystyle (x_{i},x_{i}^{+},x_{i}^{-})} داده شده‌است که شباهت نسبی آنها از نظمی که از پیش تعیین شده پیروی می‌کند. این نظم می‌گوید: {\displaystyle x_{i}} معروف است به این که بیشتر شبیه به {\displaystyle x_{i}^{+}}  است تا {\displaystyle x_{i}^{-}} . هدف یادگیری یک تابع است مانند {\displaystyle f} به طوری که برای هر سه‌گانه جدید از اشیاء {\displaystyle (x,x^{+},x^{-})} ، اطاعت کند از نامساوی زیر: {\displaystyle f(x,x^{+})>f(x,x^{-})} (یادگیری متضاد). این روش شکل ضعیف تری از نظارت را نسبت به تحلیل رگرسیون نشان می‌دهد، زیرا به جای ارائه معیار دقیق شباهت، فقط باید ترتیب نسبی شباهت‌ها را ارائه کند. به همین دلیل، یادگیری مشابه رتبه‌بندی شده راحت تر در معیارهای بزرگ مورد استفاده قرار می‌گیرد.

هشینگ حساس به مکان (LSH)
در این روش، موارد ورودی را هش می‌کند تا موارد مانند هم که دارای احتمال زیاد تری هستند به همان «سطل» در حافظه نگاشت شوند (تعداد سطل‌ها کوچکتر از تعداد آیتم‌های ورودی ممکن است). اغلب در جستجو نزدیک‌ترین همسایه بر روی داده‌هایی با تعداد زیاد و در مقیاس بزرگ کاربرد دارد. به عنوان مثال، پایگاه‌های داده تصاویر، مجموعه اسناد، پایگاه‌های داده سری زمانی، و پایگاه‌های داده ژنوم استفاده می‌شود.
یک رویکرد رایج در یادگیری مشابه، مدل‌سازی تابع شباهت به صورت یک فرم دوخطی است. برای مثال، در مورد یادگیری مشابه: رتبه‌بندی شده، هدف یادگیری ماتریسی مانند W داست که تابع مشابه  {\displaystyle f_{W}(x,z)=x^{T}Wz} را پارامتری می‌کند. . هنگامی که داده‌های فراوانی وجود دارد، یک روش دیگر یادگیری یک شبکه سیامی است - یک مدل شبکه عمیق با به اشتراک گذاری پارامترها.

## یادگیری متریک
یادگیری مشابه ارتباط نزدیکی با یادگیری متریک از راه دور دارد. وظیفه یادگیری متریک این است که میزان شباهت بین نمونه‌ها را با استفاده از تابع فاصله محاسبه کند. یک تابع متریک یا فاصله باید از چهار چیز بدیهی پیروی کند: غیر منفی بودن، هویت غیرقابل تشخیص‌ها، تقارن و زیرجمع‌ها (یا نابرابری مثلث). در عمل، الگوریتم‌های یادگیری متریک شرط هویت غیرقابل تشخیص‌ها را نادیده می‌گیرند و شبه متریک را یادمی‌گیرند.
در نظر داشته باشید که وقتی اشیاء {\displaystyle x_{i}} برداری در {\displaystyle R^{d}} هستند و هر ماتریسی مانند {\displaystyle W}  که نیمه مثبت معین و متقارن آن {\displaystyle S_{+}^{d}} است که شبه متریک فاصله را در فضای x از طریق فرمول{\displaystyle D_{W}(x_{1},x_{2})^{2}=(x_{1}-x_{2})^{\top }W(x_{1}-x_{2})}
بتوان تعریف کرد.
اما در حالتی دیگر وقتی که{\displaystyle W} یک ماتریس قطعی مثبت متقارن است، {\displaystyle D_{W}} یک متریک یا ستجه (تابع فاصله) به‌شمار می‌رود.
لازم است ذکر شود که، مانند هر ماتریس نیمه معین مثبت متقارن دیگری {\displaystyle W\in S_{+}^{d}} می‌تواند به عنوان {\displaystyle W=L^{\top }L}  نیز تجزیه و تحلیل شود فقط در زمانی که شرط‌های  {\displaystyle L\in R^{e\times d}} و {\displaystyle e\geq rank(W)} برقرار باشند.
همچنین تابع فاصله {\displaystyle D_{W}} را که در بالا به آن اشاره کردیم می‌توان به صورت زیر نیز استفاده کرد:
{\displaystyle D_{W}(x_{1},x_{2})^{2}=(x_{1}-x_{2})^{\top }L^{\top }L(x_{1}-x_{2})=\|L(x_{1}-x_{2})\|_{2}^{2}} .
در نظر داشته باشید که فاصله {\displaystyle D_{W}(x_{1},x_{2})^{2}=\|x_{1}'-x_{2}'\|_{2}^{2}}  مطابق فاصله اقلیدسی (وابسته به هندسه اقلیدسی) بین بردارهای ویژگی {\displaystyle x_{1}'=Lx_{1}} و {\displaystyle x_{2}'=Lx_{2}}  است.
علاوه بر فرمول‌های بالا، فرمول‌های بسیار دیگری نیز برای یادگیری متریک مطرح شده‌اند. برخی از رویکردهای شناخته شده و معروف برای یادگیری متریک شامل یادگیری از مقایسه‌های نسبی است که بر اساس از دست دادن سه‌گانه، نزدیک‌ترین همسایه حاشیه بزرگ، یادگیری متریک نظری اطلاعات (ITML) هستند.
در آمار و ریاضیات، در بعضی مواقع ماتریس کوواریانس داده‌ها برای تعریف یک متریک فاصله به نام فاصله ماهالانوبیس استفاده می‌شود.

## کاربردها
یادگیری مشابه در بازیابی اطلاعات برای یادگیری رتبه‌بندی، در تأیید چهره یا شناسایی چهره، و در سیستم‌های توصیه استفاده می‌شود. همچنین، بسیاری از رویکردهای یادگیری ماشینی بر معیارهای متریک تکیه دارند. این معیارها شامل یادگیری بدون نظارت مانند خوشه بندی است که اشیاء همانند و نزدیک به هم یا مشابه را با هم طبقه‌بندی می‌کند. همچنین شامل رویکردهای نظارت شده مانند الگوریتم K-نزدیکترین همسایه است که برای تصمیم‌گیری در مورد یک شی جدید نسبت به اشیاء نزدیک آن متکی است. پیشنهاد می‌شود که برای درک هرچه بهتر این رویکردها یادگیری متریک به عنوان یک مرحله پیش خوان مورد نظر قرار گیرد.

## مقیاس پذیری
یادگیری متریک ویادگیری مشابه به سادگی و با ابعاد فضای ورودی به صورت درجه دوم مورد مقیاس قرار می‌گیرند، همان‌طور که به راحتی می‌توان از روی فرم دو خطی بودن{\displaystyle f_{W}(x,z)=x^{T}Wz} متریک آموخته شده متوجه آن شد.
مقیاس بندی به ابعاد بالاتر را می‌توان با اعمال ساختار پراکندگی بر روی ماتریس مدل، همان‌طور که با HDSL, و با COMET انجام شد، به دست آورد.

## برای مطالعهٔ بیشتر
برای کسب اطلاعات بیشتر در این موضوع، به بررسی‌های مربوط به یادگیری متریک و یادگیری مشابه که توسط بلت و همکارانش انجام شده و همچنین بررسی‌های کولیس مراجعه کنید.